# Felszabadulás napja
A felszabadulás napja a függetlenség napjához hasonló nemzeti ünnep. Ezen az ünnepen arra emlékeznek, amikor egy ország népe forradalommal vetett véget egy idegen ország általi megszállásának, ami nem azonos egy másik országtól való elszakadással, a függetlenség kikiáltásával.

## Felszabadulás napja időrendben
- január 1.: – Kuba
- január 13.: – Togo
- január 26.: – Uganda
- február 26.: – Kuvait
- március 3.: – Bulgária
- április 4.: – Magyarország (1946–1990 között volt hivatalos, lásd: Magyarország felszabadításának napja)
- április 11.: – Corleone
- április 25.: – Olaszország
- április 30.: – Vietnám
- május 5.: – Etiópia fasiszta olasz megszállás alóli felszabadulása 1941-ben
- május 5.: – Dánia náci német megszállás alóli felszabadulása 1945-ben
- május 5.: – Hollandia náci német megszállás alóli felszabadulása 1945-ben
- május 8.: – Norvégia náci német megszállás alóli felszabadulása 1945-ben
- május 9.: – Csehország náci német megszállás alóli felszabadulása 1945-ben
- május 9.: – Jersey, Guernsey náci német megszállás alóli felszabadulása 1945-ben
- május 17.: – Kongói Demokratikus Köztársaság
- május 25.: – Libanon
- június 14.: – Falkland-szigetek
- július 4.: – Ruanda
- július 19.: – Nicaragua
- július 21.: – Guam
- november 29.: – Albánia német megszállás alóli 1944-es felszabadulás emlékére